# Lapplands Festspel
Lapplands Festspel var en kammarmusikfestival i Arjeplog som hölls under åren 1986 till 2000. Festivalen arrangerades av Monika Granberg och Sigvard Hammar och hölls varje sommar i Arjeplog.